# シャドウ オブ ザ トゥームレイダー
『シャドウ オブ ザ トゥームレイダー』(Shadow of the Tomb Raider)はアイドス・モントリオールが開発し、スクウェア・エニックスより2018年9月14日に発売されたコンピュータゲーム。
トゥームレイダーシリーズの作品であり、若かりしララ・クロフトの初期の冒険を描いた『トゥームレイダー (2013年のゲーム)』、『ライズ オブ ザ トゥームレイダー』に続く、リブート3部作の完結編。
対応機種はPlayStation 4（Pro対応）、Xbox One(X対応)、PC（Steam）。
本作では若き考古学者ララ・クロフトがマヤの古代遺跡を舞台に、終末の予言から世界を救うべく奮闘し、本物のトゥームレイダーへと成長する姿が描かれる。

## エディション
通常版
2018年9月14日発売の通常版
デジタルデラックスエディション
48時間アーリーアクセス可能。デジタルオリジナルサウンドトラック付属。ダウンロード専用。
クロフトエディション
48時間アーリーアクセス可能。デジタルオリジナルサウンドトラック、シーズンパス付属。ダウンロード専用。
ディフィニティブエディション
2019年12月25日発売。シーズンパスの内容を含む全ダウンロードコンテンツを収録した決定版。

## あらすじ

イシュ・チェルを表している文字。

密林に生息しているジャガー。

主人公のララ・クラフトは、前作までの2つの大冒険により、世界的に名の知れた冒険家になっていた。しかし同時に、遺跡の力により世界を支配しようと企む謎の組織トリニティと敵対することになり、彼らに命を狙われていた。
メキシコの遺跡
そんな中、ララは相棒のジョナと共に、メキシコのコスメル島にある「マヤ遺跡」の調査に向かい、その遺跡の最深部で祭壇を見つける。
その古代文字に書かれた「銀の冠の山」と呼ばれている場所は、マヤ地域とされるメキシコではなくペルーを指し示している可能性が高いと判断したララは、秘められた力を持った短剣『チャク・チェルの鍵』を入手するが、トリニティに捕まりドミンゲス博士に鍵を奪われてしまう。
さらに、ララが遺跡から『チャク・チェルの鍵』を発掘したために、鍵の「破壊の力」が解放され、街は洪水に襲われて多くの犠牲者を出してしまう。地震・津波・噴火などの天変地異により世界が崩壊することを防ぐため、ララはトリニティと戦うことを決意する。
ペルーの密林地帯へ
ジョナと合流して飛行機でペルーへと向かう途中、大嵐に遭って機体が空中分解し、ジョナのいる後方座席と切り離されてしまう。不時着したジャングルには様々な動物たちが生息しており、凶暴なジャガーの縄張りに踏み込んだララはかろうじて撃退し、ジョナと再会する。
二人はジャングル内の集落「クワク・ヤク」に向かい、そこでアヴィという快活な女性に出会い、ジョナとアヴィは互い惹かれ距離を縮めていく。
隠された都へ
隠された都への道には3つの難所があったが、ララは持ち前の身体能力でこれを突破。その先で、ワナに掛かった少年を助けるが、そこに少年の母親たちがやってきて、ララは彼女らに拘束される。連行された先こそが、ララが探していた隠された都市パイティティであり、その女性はパイティティの女王ウヌラトゥであった。
その後、ペルー各地にある遺跡を探索したところ、チャク・チェルの鍵と対になる『イシュ・チェルの箱』を手にした者は、世界の再創造が可能となることが判明する。それは過去改変することで死者さえ蘇らせることが可能な、まさしくパンドラの箱であった。
サンフアン教会へ
ララの探索の結果、『銀の箱』はパイティティにはなく、400年前にキリスト教徒によって持ち去られていたことが判明する。パイティティの近隣にあるサンフアン教会に手がかりを見つけたララは、その地下の遺跡で『銀の箱』を見つける。
しかし、ジョナを人質に取られてしまったララは、ドミンゲス博士に箱を奪われてしまう。さらに、鍵の影響からか「大規模な洪水と地滑り」が発生して、サンフアン教会の裏手の居住区が壊滅してしまう。
ドミンゲスとの最終決戦
その後、発掘指揮を取っているドミンゲス博士こそが、最愛の父クロフト卿を殺害した真犯人であることが判明する。さらに博士は、古代民族パイティティの亡き王の兄アマルであり、ククルカン教団の長ククルカンでもあり、さらにはトリニティーの最高幹部でもあったのだ。
ララはトリニティの野望を止めるべく、ウヌラトゥの遺志を継いでパイティティの王となったエツリ率いる反乱軍や、秘境部族ヤークシルの民たちと共に反撃を開始するのであった。

## 登場人物

### 主要人物
ララ・クロフト
日本語版声優 - 甲斐田裕子
シリーズの主人公。考古学者で遺跡探検家。前作までの2つの大冒険を通して、20代前半の「凄腕トレジャーハンター」として成長しており、業界関係者だけでなく一般人にも知られるなど、かなり名が売れてきていることが作中でも描かれている。前作までの幼い顔つきに比べて、かなり精悍になっている。
トレジャーハンターとしての実力は秀でているものの、精神的にはまだ成熟しておらず、安易に遺跡から「鍵の短剣」を盗掘したことで、街に洪水をもたらして多くの住民を犠牲にしてしまう。その際、住民を救助せずにトリニティを追おうとして、そのことをジョナに咎められる。それ以降は、過酷な冒険を通して精神的にも成長を遂げていく。
ジョナ・マイアヴァ
日本語版声優 - 金光祥浩
元エンジュランス号のシェフ。第一作でララと共に孤島から生還し、前作でもララの相棒として活躍した。本作でもララの探索をサポートする。ペルーのジャングル内にある村クワク・ヤクで、アヴィーという快活な娘と出会い、恋人として付き合うようになる。

### クワク・ヤク
アビゲイル・オーティス
ペルーのジャングル内にある村クワク・ヤクで民宿を営んでいる、20代の快活で明るい性格の女性。愛称は「アヴィー」。ショートカットで野球帽を被っている。ララ達と出会い、気の合ったジョナと恋人として付き合うようになる。祖先はインカ人で、ケチュア人の血も引いている。

### パイティティ
ウヌラトゥ
日本語版声優 - 山村響
古代民族の末裔の住む、隠された都「パイティティ」の女王。しかし、王だった夫サイリの兄であるドミンゲス博士(アマル)により、パイティティでの実質的権力を奪われており、反乱軍の長として監視されているため洞窟などに隠れ住んでいる。一人息子のエツリを助けるべくララと共に戦っていたが、トリニティの作戦実行指揮官ロークに狙撃され、身につけていた「王の証のペンダント」を息子に渡すようララに託して、この世を去る。
エツリ
10～12歳くらいの少年でパイティティの王子。隠された都パイティティの女王ウヌラトゥの息子であり、次期王家の正統後継者。罠にかかっている所をララに助けられる。その後、ララをトリニティー兵から助けようとして、トリニティーに捕まってしまう。はじめは子供っぽさの残る言動であったが、母の死後たちまち精神的に成長し、王者の風格の片鱗を見せ始めている。パイティティの外の世界に興味を持っている。
ウチュ
日本語版声優 - 露崎亘
隠された都パイティティの女王ウヌラトゥの側近で、隻眼でスキンヘッドの男。最初はララ達を怪しんでか突き放したような態度をとっていたが、ストーリーを進めていき信頼を得ることで、かなり打ち解けた態度で接してくれるようになる。

### ヤークシル
真紅の炎
秘境部族ヤークシルの女王。白い肌に入れ墨がなされ、真紅に彩られた装飾をしており、整形手術により口は割かれた上で口元を歪めている。遺跡に侵入をしたララに当初は攻撃をしかけていたが、ララがトリニティと敵対していることを理解したためか、トリニティとの最終決戦ではララと共闘することになる。ラスボス戦後には、ララを生贄としてイシュ・チェルの箱の力を使用している。
本編のエピローグ部分にあたるDLCの最終作において、女王は「ララ、さようなら」というメッセージを残して、箱を守る役目を果たしたヤークシル達と共に故郷に帰った。

### トリニティ
ペドロ・ドミンゲス
考古学の博士で、植民地時代以前のマヤ史の専門家。トリニティの高等評議会のリーダーで、事実上の最高幹部。古代から続く秘境民族パイティティの末裔で、亡き王サイリの兄にあたる。パイティティでの真名はアマル。ククルカン教団の大神官でもあり、信者たちからは創造神ククルカンの敬称で呼ばれている。
本作でのラスボス。儀式で生贄などを捧げることはしたが、粗暴な悪役ではなく、知的な大人の男性として描かれている。一族の繁栄を願って、押し迫っている文明社会からパイティティを守るため、古代から伝わる「鍵の短剣」と「銀の箱」の奇跡を使って、世界を再創造することで平和を得ようとしていた。
若かりし頃、当初はトリニティーへの入団を迷っていたが、飢饉に襲われたパイティティを救うため、物資の提供と引き換えにトリニティーに入団した。その後、弟のサイリが亡くなった後は、トリニティーにのめり込みパイティティからは距離を置いていたという。パイティティの外で育ち、「人に裏切られて汚された」と女王からは言われている。
ララの父親であるクロフト卿を殺害した張本人。クロフト卿とは友人であったが、遺跡発掘に暴走するクロフト卿を止めるために殺害したと、ララに告白している。友人の娘であるララには特別な感情を持っており、拘束した際にも傷つけないよう配慮してララに仲間になるよう誘っており、その後も命を取ることなく解放している。
ララとの決戦では、鍵と箱の膨大なエネルギーを身体に取り込んで赤く発光し、そのエネルギーで攻撃を行ってきた。決戦後、死の間際に「パイティティを頼む」と言い残して亡くなるなど、最後までパイティティの事を考えていた。
ローク
トリニティの司令官で、ドミンゲスの命に従っている。アメリカの特殊部隊出身で、高度な訓練を受けており、多くの勲章を授与されている優秀な軍人。これまで数々の極秘任務に携わっており、その経歴と正確無比な任務遂行能力から、トリニティの高等評議会は書類の内容だけで彼の採用を決めたという。そのため、ロークに命令できるのは高等評議会だけである。
トリニティの強大な軍隊を束ねる最高司令官であり、彼の部隊は特製の装甲兵員輸送車「パラディン」と、特殊作戦用ヘリ「カーディナル」を保有している。
前作終盤において、クロフト卿の死の真相を語ろうとしたアナを殺害した張本人でもある。アナと共にララを始末せずにいたことに関しては後悔する様子を見せている。司令官ではあるが、本作では戦闘自体が少ないためかほとんど目立った活躍をしていないが、警備や捜索をしている兵士たちへ無線で指示をしているのはロークである。また、隠された都パイティティの女王ウヌラトゥを射殺している。
最終決戦の際には、装甲車のマシンガンで乱射していたが、ヤークシルの女王によって攻撃され、さらに彼らの仲間たちに集団で襲いかかられて死亡した。

### クロフト家
リチャード・クロフト卿
ララの父親で、著名な考古学者。本作でも、死亡シーンが描かれている。隠された都パイティティを外界に公開しようとしたことで、制止しようとしていたドミンゲスによって、クロフト邸にて殺害されたことが明かされている。ララは当時9歳で、父親を亡くしたことで「人生が変わった」と告白している。
アメリア・クロフト
ララの母親。リブート作品では本作で初めて登場している。家庭を顧みずに、研究や発掘に打ち込む夫を糾弾している。ララが幼少期に亡くなっている(9～10歳頃？)。

## 用語
チャク・チェルの鍵
本作における最重要キーアイテム。短剣の形をしており、作中では「鍵」と呼ばれている。この鍵を手にすることで、津波・大嵐・落雷・地震・噴火などの天変地異を引き起こすことができる。碑文には「イシュ・チェルの心臓の鍵で浄罪が始まる」と書かれていた。ララが鍵を盗掘したために、街に津波が押し寄せて多くの人が亡くなり、その後の天変地異を引き起こすことになる。
チャク・チェルは「イシュ・チェルの異名」だが、本作では双子の月の女神となっており、「破壊神」とされている。
イシュ・チェルの銀の箱
もう一つの最重要キーアイテム。作中では「銀の箱」と呼ばれている。鍵の短剣とセットで使用して、生贄を捧げて儀式を行うことで、時空さえも歪めて過去を改変し、世界の再創造さえも実現できる「ククルカンの力」を持っている。その過去改変により「死者を蘇らせる」ことも可能であり、ララは両親を蘇らせるか選択を迫られる。
イシュ・チェルはマヤ神話において、洪水・虹・出産等を司る月の女神であり、本作では「創造神」とされている。
パイティティ
ペルーのジャングルの奥地にあるとされている「隠された都」。『イシュ・チェルの銀の箱』が隠されているといわれているが、実際には400年前にキリスト教徒によりサンフアン教会に持ち去られていた。女王ウヌラトゥにより統治されている地であったが、現在は義兄アマルことトリニティのドミンゲス博士によって支配されており、女王は隠れ住んでクーデターの機会を狙っている状態である。
ヤークシル
パイティティとは異なる古代人の末裔。おそらくパイティティの祖先はメキシコから移動してきたマヤ人で、ヤークシルの祖先はそれ以前からこの地にいた現地人だと考えられる。白い肌に入れ墨をしており、顔は醜く整形されており化物のような見た目をしている。
地底の遺跡やジャングルなどに棲んでおり、イシュ・チェルの箱を守っており遺跡に侵入しようとする者たちを排除している。武装したトリニティー兵を全滅させたり、集団で襲いかかって攻撃ヘリや装甲車を駆逐するなど、非常に高い攻撃性を見せている。槍・弓などの武器も使用しており、金の装飾品なども作っていることから、一定以上の文明を持っている模様。
壁画には「ヤークシル……、守護の女神たち」とあるため、ヤークシルは代々女王が治めている模様。
ククルカン
マヤ神話の至高神、創造神。ドミンゲス博士は、故郷の地ではこの敬称で呼ばれている。
ククルカン教団
パイティティの実権を掌握しているカルト教団。パイティティの亡き王の兄アマルが教祖を務めており、そのアマルの正体はドミンゲス博士。教団に反逆する者には一切の容赦はしない。非常に怖れられている一方で、パイティティに富をもたらしていることから多くの民達から支持されている。
ウラヌトゥを支持している王族派の民とは敵対関係にあり、現在はククルカン教団のほうが実権を握っているため、ウラヌトゥ達のほうが「反乱軍」と呼称されている。

## 漫画
2018年5月17日より、スクウェア・エニックス特設サイトにて、ちょぼらうにょぽみによる4コマ漫画『はじめよう！トゥームレイダー！』が連載開始した。